# SN 2007bm
SN 2007bm – supernowa typu Ia odkryta 20 kwietnia 2007 roku w galaktyce NGC 3672. W momencie odkrycia miała maksymalną jasność 16,00m.